# Riera del Palau
La riera del Palau es un arroyo que transcurre por el oeste de la ciudad de Tarrasa hasta llegar a juntarse con la riera de las Arenas y formar, ambas, la riera de Rubí. Su notoriedad radica en las catastróficas consecuencias que tuvieron sus crecidas en Tarrasa.
La cuenca de esta riera está delimitada por la sierra del Troncó y de las Pedritxes y la forman los torrentes de Fontalba, Can Bogunyà y Mitger de Can Amat. Al unirse los dos primeros torrentes originan la riera de Can Bogunyà, que recibe el nombre de riera del Palau a su paso por Tarrasa.
El curso original de la riera del Palau pasa por la actual rambla de Egara; en 1962 la riera estaba canalizada, en su mayor parte, a lo largo de la rambla y, el 25 de septiembre de ese mismo año se produjo una gran riada que provocó importantes daños al desbordarse. Los efectos ruinosos se explican no solo por las causas meteorológicas adversas sino también por otros, tanto sociales como políticos dado que, durante el franquismo, se había facilitado a la oligarquía local la especulación sobre los terrenos que poseía en zonas marginales; esta especulación se concretó con la aparición de todo tipo de construcciones llevadas a cabo en las orillas de las rieras y, en muchos casos, en la propia riera.
En 1965 la Confederación Hidrográfica de los Pirineos Orientales comenzó el desvío de la riera del Palau hacia el torrente de la Maurina. El inicio del trasvase está situado en la confluencia de las actuales avenidas de Josep Tarradellas y del Abad Marcet. Hoy día (2006) existe un proyecto para cubrir una buena parte del recorrido del trasvase.
La riada de 1962 solo es uno de los episodios más conocidos de una larga historia de avenidas más o menos catastróficas. Hay riadas documentadas desde la Edad Media y, en 1913, ya se produjeron inundaciones a causa de la obstrucción de la canalización de la rambla.